# Шарпар, Дмитрий Александрович
Дмитрий Александрович Шарпар (укр. Дмитро Олександрович Шарпар; 21 декабря 1997, Харьков, Харьковская область, Украина — 23 января 2023, Бахмут, Донецкая область, Украина) — украинский фигурист, выступавший в парном катании. Член сборной Украины. В паре с Анастасией Побиженко завоевал серебряную медаль чемпионата Украины сезона 2015/16 и участвовал в юношеских Олимпийских играх 2016. По завершении карьеры участвовал в ледовом шоу. Военнослужащий ВСУ, участник российско-украинской войны. Убит в боях под Бахмутом.

## Биография
Дмитрий Шарпар родился 21 декабря 1997 года в городе Харьков Харьковской области.
Начал заниматься фигурным катанием в 2011 году. Тренировался в родном Харькове в спортивной школе «Спартак». Сперва был одиночником, а позже перешёл в парное катание. Выступал в дуэте с харьковчанкой Анастасией Побиженко. Наставниками пары были Анастасия Гончарова и Альфред Коритек, а за хореографическую часть катания отвечала Клара Белоусовская. Вне льда Шарпар интересовался футболом.
На юниорском уровне Шарпар и Побиженко дважды становились медалистами чемпионата Украины, завоевав бронзовую и серебряную медали.
Главным совместным достижением Дмитрия Шарпара и Анастасии Побиженко стала серебряная медаль национального украинского чемпионата в сезоне 2015/16. На том турнире, который проходил в Киеве в декабре 2015 года, участвовали две спортивные пары. По сумме короткой и произвольной программ Шарпар и его партнёрша набрали 86,15 балла. Победителями с большим отрывом оказались Рената Оганесян и Марк Бардей из Днепропетровска (ныне Днепр).
Итоговый счёт Шарпара и Побиженко на чемпионате Украины 2015/16 — 86,15 — не был засчитан как личный рекорд, поскольку Международный союз конькобежцев (ISU) не учитывает баллы, заработанные на национальных чемпионатах. По системе ISU их наивысший результат равен 74,30 баллам, который они набрали в том же сезоне в рамках юношеских Олимпийских игр, где они заняли последнее десятое место.
После завершения соревновательной карьеры был артистом циркового шоу на льду «Гранд».
Участник российско-украинской войны. 23 января 2023 года общественная организация по развитию фигурного катания «Skate Ukraine» сообщила о смерти Дмитрия Шарпара. Как было указано, 25-летний Шарпар погиб в
боях под Бахмутом во время битвы за Донбасс. Украинская федерация фигурного катания, спортсмены и тренеры выразили соболезнования семье и близким Шарпара, отметив что «он останется в нашей памяти настоящим героем, отдавшим жизнь за свою Родину». Бронзовый призёр Олимпийских игр 2022 года Тим Колето заявил, что смерть Шарпара «разрывает душу».
По информации Федерации фигурного катания Украины, 23 января 2024 года, в годовщину гибели Шарпара, в результате российского обстрела Харькова был разрушен дом его родителей. Родители фигуриста остались без жилья.